# 米公祠
32°01′54″N 112°08′19″E / 32.03167°N 112.13861°E
米公祠位于中国湖北省襄阳市樊城区沿江路，是纪念北宋书法家、鉴赏家米芾的祠堂，是全国重点文物保护单位。
米公祠原称米家庵，始建于元，扩建于明，清康熙年间重建，并改庵为祠。祠坐北朝南，占地16000平方米，中轴对称，四进院落。祠内有拜殿、宝晋斋、仰高堂等纪念性建筑。拜殿建于清康熙三十二年（1693年），面阔三间，进深一间，硬山顶，抬梁式木构架。宝晋殿建于清同治五年（1866年），硬山顶，穿斗式木构架。此外，还藏有“重建米氏故里碑记”等碑刻五十八方及摹刻的米芾手书法帖四十五碣。

## 文物保护情况
1956年11月15日，以“米公祠及其石刻”的名义被湖北省人民委员会列为第一批湖北省文物保护单位；2006年5月25日，以“米公祠”的名义被中华人民共和国国务院列为第六批全国重点文物保护单位。
其作为文物的保护范围为：米公祠古建筑及其周围一定范围。四至：以拜殿正门门槛中心点为基准点，向东延伸17米，向西延伸15米，向南延伸45米；北至柜子城遗址北端以北15米。
其作为文物的建设控制地带为：以保护范围四至为界，四周向外延伸20米。

## 相册

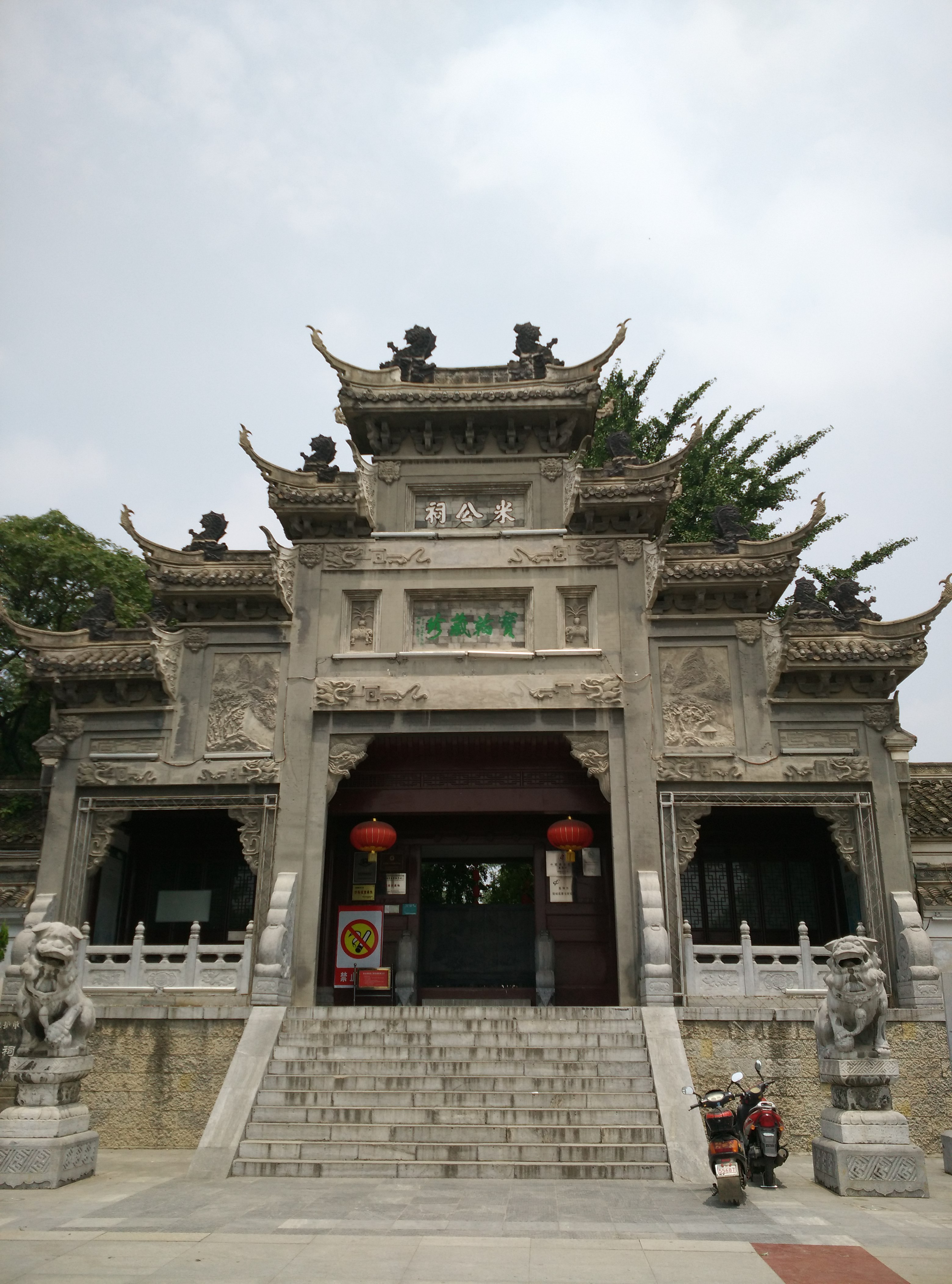
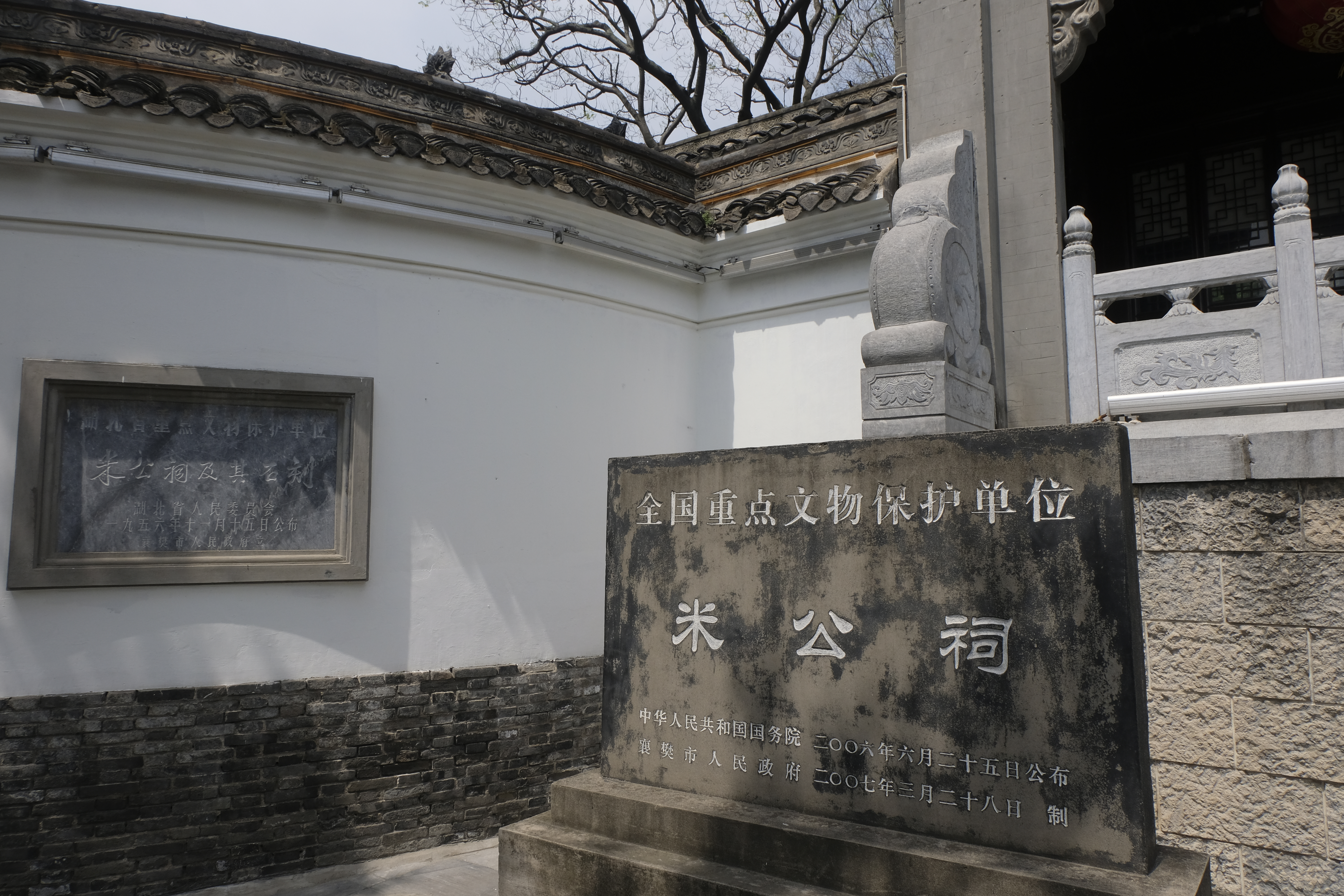
米公祠正门旁的国保碑及省保牌